# Лимінка
Лимінка (фін. Liminka, швед. Limingo) — громада у Фінляндії, в провінції Північна Остроботнія. Розташована приблизно за 25 км на південь від міста Оулу. Населення становить 9 032 чоловік (на 2011 рік); площа — 651,64 км². Щільність населення — 14,18 чол / км². Офіційна мова — фінська. 

## Демографія
На 31 січня 2011 в громаді Лимінка проживало 9032 чоловік: 4633 чоловіків і 4399 жінок. 
Фінська мова є рідною для 99,41% жителів, шведська — для 0,14%. Інші мови є рідними для 0,42% жителів громади. 
Віковий склад населення: 
- до 14 років — 35,01%
- від 15 до 64 років — 57,11%
- від 65 років — 7,94%

Зміна чисельності населення за роками:  
| Рік  | Чисельність |
| ---- | ----------- |
| 1980 | 4068        |
| 1990 | 4822        |
| 2000 | 5735        |
| 2010 | 9037        |
| 2011 | 9032        |

## Відомі уродженці і жителі
- Юрйо Йоосеппі Вігманн  (1868 — 1932) — фінський учений-етнограф.
- Ялмар Меллін (1854 — 1933) — фінський математик.
- Абрагам Оянпера (1856 — 1916) — фінський оперний співак.
- Юго Суніла (1875 — 1936) — фінський політик, прем'єр-міністр Фінляндії.